# Radiator
Ein Radiator ist ein Körper, der Wärme überwiegend durch Wärmestrahlung abgibt. Er besteht meist aus einem gut wärmeleitenden Metall, seine Oberfläche hat meist einen hohen Emissionsgrad.
Umgangssprachlich werden mitunter auch Heiz- oder Kühlkörper (siehe dort) als Radiator bezeichnet – diese geben die Wärme vor allem über Wärmeleitung an die angrenzende Luftschicht ab, wo sie dann in der Luft durch Konvektion weitertransportiert wird.

## Funktion

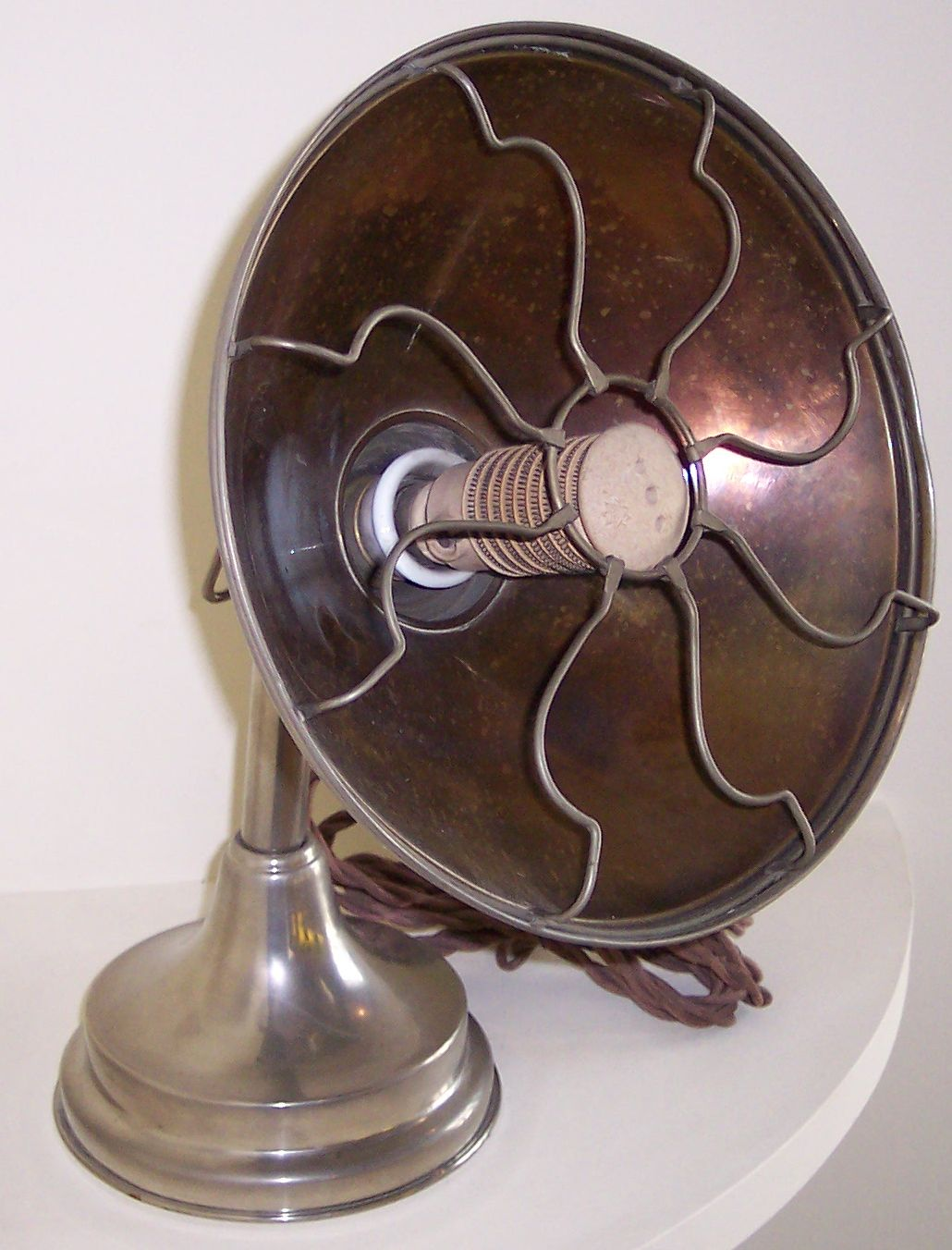
Historischer elektrischer Heizstrahler („Heizsonne“)

Radiatoren sind Wärmeübertrager. Durch den Radiator kann ein Medium Wärme (meist im Infrarotbereich) abstrahlen. Je heißer, desto größer die Wärmemenge, die je Zeitspanne und Fläche abgestrahlt werden kann. Doppelte absolute Temperatur (in Kelvin) bewirkt 16-fache Energieabstrahlung (Stefan-Boltzmann-Gesetz). Bei der Berechnung der netto übertragenen Wärmemenge ist auch die Einstrahlung auf den Radiator zu berücksichtigen (Strahlungsaustausch).
Ein im Bereich der maximalen Emission möglichst hoher Emissionsgrad verbessert die Wärmeabstrahlung. Der Bereich der maximalen Emission verschiebt sich je nach absoluter Temperatur vom mittleren Infrarot bei Raumtemperatur bis zum Nahinfrarot bei Temperaturen von mehreren 100 bis 1000 °C. Der Emissionsgrad wird vom Oberflächenmaterial und -beschaffenheit bestimmt. Eine raue oder zerklüftete Oberfläche erhöht den Emissionsgrad. Oxidschichten auf Metall sowie Keramik besitzt einen sehr hohen Emissionsgrad im Mittleren Infrarot. Im Nahinfrarot ist es schwieriger, Oberflächen mit hohem Emissionsgrad herzustellen.

## Kombination mit anderen Wärmeübertragungsmechanismen
Der Anteil der Wärmeabstrahlung an der gesamten Wärmeabgabe ist zum Beispiel bei Warmwasserheizungen aufgrund der geringen absoluten Temperatur unbedeutend, sodass die Bezeichnungen Konvektor oder Heiz- bzw. Kühlkörper treffender wäre. Die Bezeichnung Radiator für Heizkörper ist regional unterschiedlich gebräuchlich.
Das Abstrahlungsvermögen lässt sich dennoch auch bei niedrigen Temperaturen durch einen hohen Emissionsgrad verbessern. Maßgeblich dabei ist der Emissionsgrad im mittleren Infrarot; er beträgt bei einer Lackbeschichtung beliebiger Farbe nahezu 100 %.
Infrarotstrahlung wird kaum durch die umgebende Luft absorbiert, die Strahlung heizt die Luft daher nur geringfügig. Stattdessen heizt die Strahlung Flächen auf, auf die sie auftrifft; an metallischen Flächen wird sie weitgehend reflektiert. Daher besitzen Heizstrahler oft einen parabolisch geformten Reflektor, um die Strahlung in den Raum zu lenken.

## Beispiele von Radiatoren

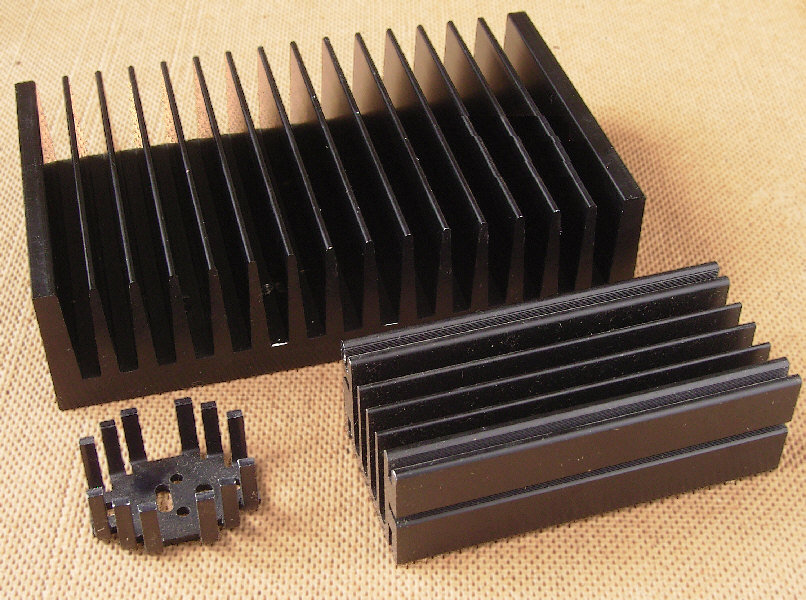
Eloxierte Aluminiumkühlkörper: Durch die Eloxalschicht wird die Abstrahlung verbessert.

- Heizstrahler erwärmen schnell Boden und Flächen, zum Beispiel in einem Badezimmer oder einer Infrarotwärmekabine.
- Sehr starke Heizstrahler, zum Beispiel zur Heizung eines Rohbaus, werden Infrarot-Heizkanonen genannt.
- Große, hohe Hallen besitzen mitunter eine Deckenstrahlungsheizung, insbesondere wenn Heizkörper am Boden hinderlich wären.
- In Elektronenröhren müssen Gitter und Anode gekühlt werden, Sie besitzen oft geschwärzte Kühlfahnen oder Rippen. Bei strahlungsgekühlten Röhren mit Glaskolben entfällt Konvektion und Wärmeleitung, da der Raum zwischen Elektroden und Kolben luftleer ist.
- Raumflugkörper können sich ausschließlich durch Abstrahlung kühlen. Sie besitzen hierzu an der Außenhaut je nach Sonnenbestrahlung zu schließende oder zu öffnende Jalousien. Siehe hierzu Temperaturregelung in der Raumfahrt.